# K·斯里卡尔·雷迪
K·斯里卡尔·雷迪（1973年3月5日—），又譯瑞迪，印度外交官，現任印度駐舊金山總領事，曾任印度駐胡志明市總領事。

## 經歷
K·斯里卡尔·雷迪出身特伦甘纳邦瓦朗加爾縣，會泰盧固語、印地語、英語和德語。雷迪在卡克蒂耶医学院取得医学学士学位（1996年）。
2001年，雷迪加入印度外事服務部，曾在德国和瑞士的印度使团担任多个职位。2014年8月至2017年10月，担任印度常驻世界贸易组织代表团参赞。2017年10月至2020年3月，擔任印度駐胡志明市總領事。
雷迪还曾在新德里的印度外交部工作，负责处理印度与巴基斯坦以及东、南非洲的关系。他曾在2011年7月至2014年8月期间担任海德拉巴地区护照官，在当时的印度安得拉邦内改革护照服务，因此于2013年6月获得“护照服务奖（最佳护照官）”。
2023年，雷迪被任命为印度驻旧金山总领事，接替同为泰卢固人的T·V·纳根德勒·普勒萨德。在担任此职之前，雷迪在印度政府商务部担任联秘，负责印度与非洲和中东国家的商业关系。他是印度-毛里求斯全面经济合作与伙伴关系协议和印度-阿联酋全面经济伙伴关系协议的首席谈判代表，这两项协议分别于2021年4月1日和2022年5月1日生效。

## 个人生活
已婚，妻子为IT专业人士，两人育有一子。